# Otto Schaumann
Otto Schaumann (* 14. April 1891 in Wien; † 24. Januar 1977 in Innsbruck) war ein österreichischer Arzt und Pharmakologe. Er entdeckte mit Pethidin das erste vollsynthetische Opioid, Anfang einer wichtigen Gruppe von Arzneistoffen.

## Leben
Nach dem Abitur 1909 studierte Schaumann in Wien Medizin und wurde dort 1914 zum Dr. med. promoviert. Es folgten drei Jahre Kriegsdienst im Ersten Weltkrieg und 1919 ein Jahr am Pharmakologischen Institut der Universität Wien bei Hans Horst Meyer. Anschließend arbeitete er am Wiener Institut für Medizinische Chemie bei Hans Fischer. 1921 wurde Fischer auf den Lehrstuhl für Chemie der Technischen Hochschule München berufen, und Schaumann begleitete ihn als Assistent. Nach kurzem Münchener Zwischenspiel wechselte Schaumann zur Chemischen Fabrik Kalle in Biebrich, wo Fischers Vater Betriebsleiter war. Er heiratete die Chemikerin Maria Kaan. Als 1925 die Firma Kalle in der I.G. Farbenindustrie Aktiengesellschaft aufging, wurde Schaumann Leiter von deren Pharmakologischem Institut bei den Farbwerken Hoechst. Er blieb es bis 1946. 1941 habilitierte er sich bei Fritz Külz an der Universität Frankfurt für Pharmakologie. 1947 folgte er einem Ruf auf den Lehrstuhl für Pharmakognosie der Universität Innsbruck. „Seine Wahl zum Dekan für das Studienjahr 1953/54 beweist, daß er, obwohl er Mediziner war, voll in die philosophische Fakultät hineingewachsen war.“ 1962 wurde er emeritiert. Ein Sohn, Wolfgang Schaumann (* 1926), wurde ebenfalls Pharmakologe und leitete von 1959 bis 1989 erst die Pharmakologie, dann die medizinische Forschung der Firma Boehringer Mannheim.

## Werk
Auf der Suche nach blutdrucksteigernden und gefäßverengernden Substanzen untersuchte Schaumann das Ephedrin und seine Isomere, später die hydroxylierten Abkömmlinge des Ephedrins, darunter besonders das 3,4-Dihydroxynorephedrin (α-Methylnoradrenalin, „Corbasil“). Ephedrin sensibilisierte Blutgefäße für Adrenalin ähnlich wie Cocain. Das p-Hydroxyephedrin wurde als „Suprifen“ in den Handel eingeführt.
Bis heute gebraucht wird das Lokalanästhetikum Tetracain, das Schaumann 1931 beschrieb. 1938 fasste Schaumann die Pharmakologie der Lokalanästhetika in einem Referat vor der Deutschen Pharmakologischen Gesellschaft zusammen.

Am folgenreichsten wurde die Entdeckung des Pethidins – so der heutige internationale Freiname der Substanz – als eines morphinähnlichen Analgetikums und damit ersten vollsynthetischen Opioids. Die Forschergruppe bei Hoechst suchte eigentlich nach einem Spasmolytikum, und als solches wirkte die neue Substanz auch. Darüber hinaus wurden weitere Wirkungen beobachtet:

„Wesentlich größere theoretische und praktische Bedeutung als der von vorneherein zu erwartenden spasmolytischen Wirksamkeit kommt der Entdeckung zu, daß in der neuen Körperklasse Verbindungsreihen vorhanden sind, die eine spezifische zentrale analgetische Wirkung ausüben, die qualitativ der Wirkung des Morphins sehr ähnlich ist und auch quantitativ nahe an sie heranreicht. Wegweisend für die Auffindung dieser Wirkung war die eigentümliche Schwanzhaltung bei Mäusen anläßlich der Toxizitätsbestimmung. Wenn diese auch für Morphin nicht streng spezifisch ist, so gab sie doch Anlaß, die Tiere auf das Vorhandensein einer Analgesie zu prüfen. Tatsächlich ergab sich die überraschende Feststellung einer starken analgetischen Wirksamkeit, die sich dann auch mit anderen Prüfungsmethoden nachweisen ließ und in der klinischen Erfahrung ihre Bestätigung gefunden hat.“

Die „eigentümliche Schwanzhaltung bei Mäusen“ ist das von Walther Straub 1911 in Freiburg im Breisgau entdeckte „Mäuseschwanzphänomen“, eine S-förmige Krümmung des Schwanzes nach Injektion von Morphin. Hoechst brachte das Pethidin als „Dolantin“ in den Handel. Nach dem Zweiten Weltkrieg fiel das „Patent gewissenmaßen unter die Reparationsleistungen der Deutschen an die Amerikaner“.

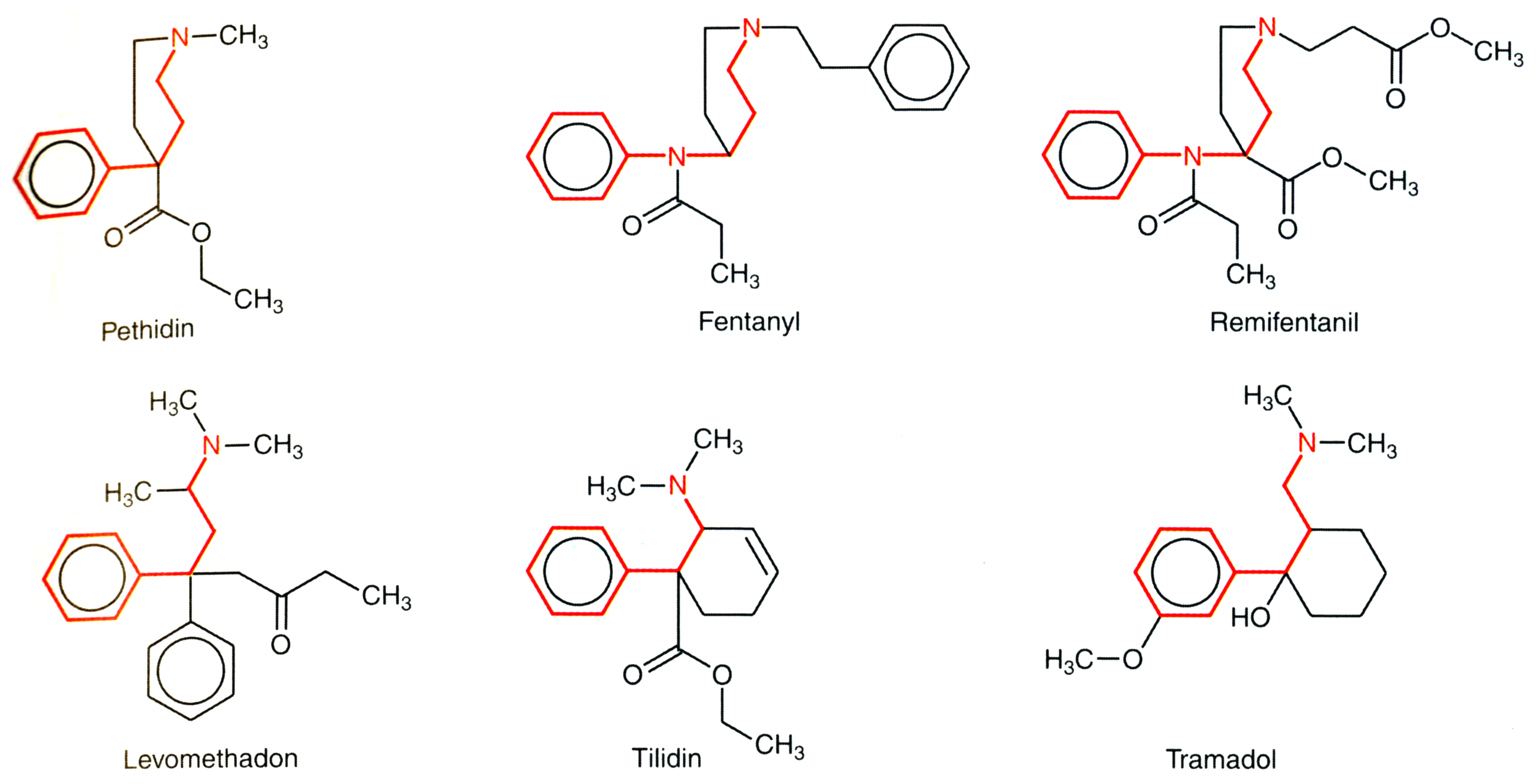
Vollsynthetische Opioide

Fast gleichzeitig mit dem Pethidin fand die Hoechster Forschergruppe ein weiteres vollsynthetisches Opioid, das nach der Beschlagnahme der Unterlagen durch die Alliierten erst 1946 als „HOE 10820“ bekannt wurde, den internationalen Freinamen Methadon erhielt und in Deutschland unter dem Namen „Polamidon“ eingeführt wurde. Wegen der hustendämpfenden Wirkung des Morphins forschte die Gruppe auch in dieser Richtung und fand das Methadonderivat Normethadon, das mit Zusatz von „Suprifen“ unter dem Namen „Ticarda“ einige Zeit als Antitussivum diente. 1957 hat Schaumann das Wissen über Morphin und dessen pharmakologische Verwandte im Handbuch der experimentellen Pharmakologie zusammengefasst. Er schreibt im Vorwort: „Das Jahr 1940 ist durch die Entdeckung der vollsynthetischen, morphinähnlich wirkenden Verbindungen ein Markstein in der Pharmakologie dieser wichtigen Therapeutica.“
Auch der Sohn Wolfgang forschte zu Beginn seiner beruflichen Laufbahn über Opioide und erhielt bedeutsame Ergebnisse zu ihrem Wirkmechanismus.
1925 hatte Hoechst das quecksilberhaltige Diuretikum „Salyrgan“, internationaler Freiname Mersalyl, patentieren lassen. Schaumann untersuchte dessen Wechselwirkung mit den Hypophysenhinterlappen-Hormonen Oxytocin und Vasopressin. Die Publikation ist ein Beispiel für Forschungsschicksale im Zweiten Weltkrieg. Die Experimente wurden 1941 durchgeführt. Sie konnten nicht wie gewünscht zu Ende geführt werden; denn die Mitarbeiterin „Frl. Lisbeth Schmidt fiel am 2. 2. 1945 auf der Rückfahrt von ihrer Arbeitsstelle einem Tieffliegerangriff zum Opfer.“ Erst im Juni 1947 konnte das Manuskript eingereicht werden, um 1948 zu erscheinen. Mersalyl, vermuten die Autoren, fördere primär die renale Ausscheidung von Chlorid-Ionen.

## Ehrungen
Im Jahr 1955 wurde Schaumann Mitglied der Deutschen Akademie der Naturforscher Leopoldina, 1962 Mitglied der Österreichischen Akademie der Wissenschaften. Im selben Jahr verlieh ihm die Universität Frankfurt die medizinische Ehrendoktorwürde. 1965 erhielt er mit der Schmiedeberg-Plakette die höchste Auszeichnung der Deutschen Pharmakologischen Gesellschaft. 1971 wurde er Ehrensenator der Universität Innsbruck.